# Irineu Roman
Irineu Roman CSI (ur. 10 sierpnia 1958 w Vista Alegre) – brazylijski duchowny katolicki, arcybiskup metropolita Santarém od 2020.

## Życiorys
1 stycznia 1990 otrzymał święcenia kapłańskie w zgromadzeniu józefitów Murialda. Przez kilka lat pracował jako wychowawca w zakonnych seminariach, a następnie był duszpasterzem zakonnych parafii. W 2013 został wikariuszem biskupim archidiecezji Belém do Pará dla wikariatu pw. św. Jana Chrzciciela.
8 stycznia 2014 papież Franciszek mianował go biskupem pomocniczym Belém do Pará nadając mu stolicę tytularną Sertei. Sakry udzielił mu 19 marca 2014 metropolita Belém - arcybiskup Alberto Taveira Corrêa.
6 listopada 2019 został arcybiskupem nowo powstałej metropolii Santarém. Ingres odbył się 2 lutego 2020.